# Чилдресс (Техас)
Чи́лдресс (англ. Childress) — город в США, расположенный в северной части штата Техас, административный центр одноимённого округа. По данным переписи за 2010 год число жителей составляло 6105 человек, по оценке Бюро переписи США в 2018 году в городе проживало 6203 человека.
Город назван в честь Джорджа Чилдресса, уроженца Нэшвилла, Теннесси, основного автора декларации о независимости Техаса.
В декабре 2015 года сайт CROWDPAC поставил Чилдресс на девятое место из десяти наиболее консервативных городов в США по показателю пожертвований политическим партиям. Также в рейтинг попало четыре других техасских города: Херфорд (№ 1), Принстон (№ 2), Монаханс (№ 5) и Далхарт (№ 8). Самым либеральным был признан остров Вашон в штате Вашингтон.

## История

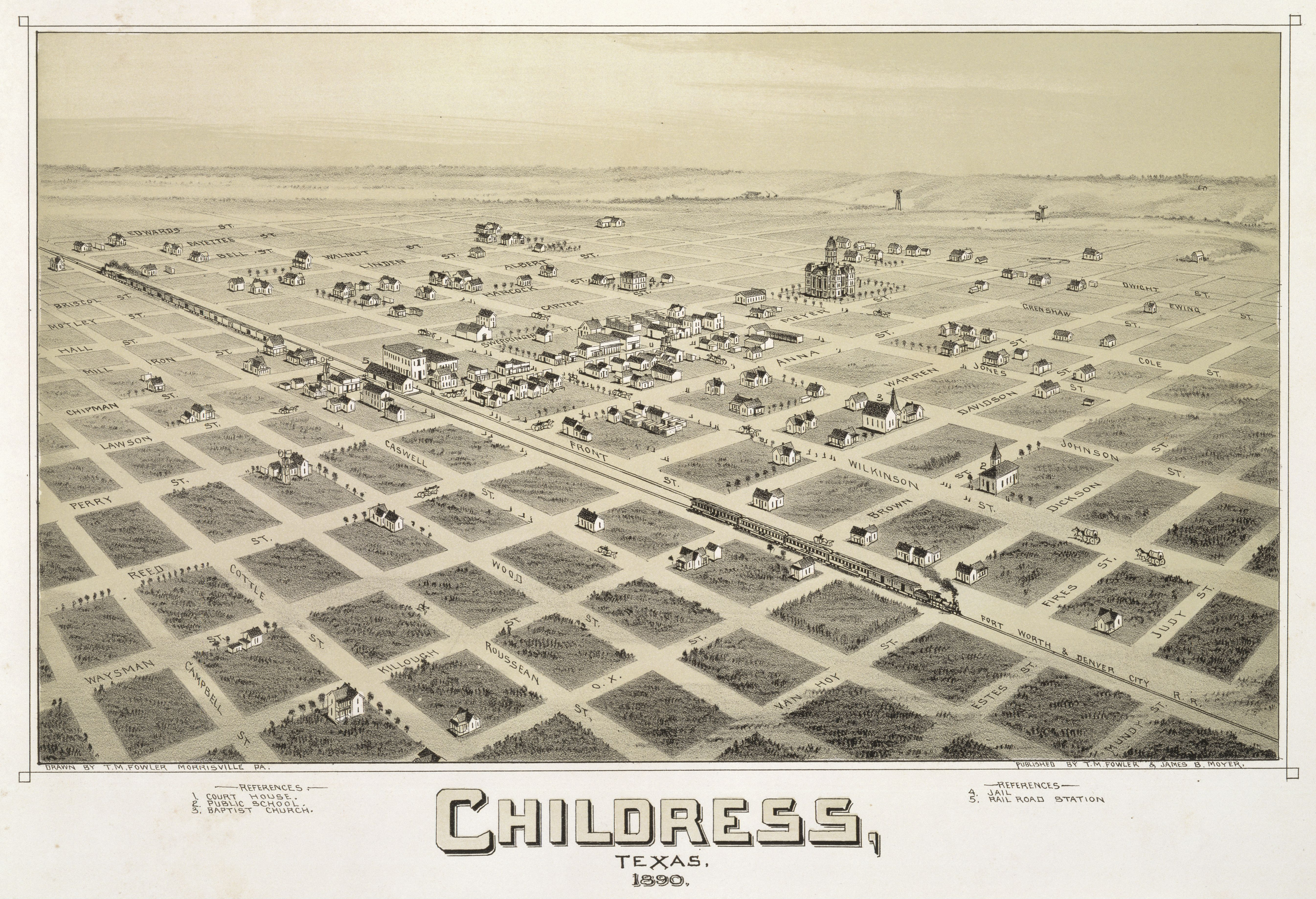
Карта города 1890 года

Город был образован из двух общин, Чилдресс и Генри, изначально находившихся на расстоянии примерно 6 километров друг от друга. Округ Чилдресс был образован в феврале 1887 года, когда к нему провели железную дорогу Форт-Уэрт — Денвер (англ. Fort Worth and Denver Railway). 11 февраля состоялись выборы столицы нового округа, на которых победил Чилдресс. Под руководством адвоката Эймоса Файерса было построено временное деревянное здание окружного суда. Однако вскоре суд округа Донли, к чьей юрисдикции по-прежнему относился новый округ, признал выборы недействительными. Агент железной дороги Монтгомери сделал выбор в пользу Генри из-за более простого ландшафта местности, позволявшего построить станцию быстрее и дешевле. Монтгомери также приобрёл половину земли в Генри. После того, как Генри был выбран административным центром, Монтгомери и Файерс пришли к соглашению, согласно которому Генри переименовали в Чилдресс, а жители первоначального поселения Чилдресс переехали на новое место к сентябрю 1887 года.
Железнодорожная компания построила отель Дуайт, станцию и дом для работников. Вскоре в городе появились лесопилка, врач, Эймос Файерс был избран судьёй округа, он же открыл первый банк и инициировал создание системы государственных школ округа. Начался выпуск газеты Childress County Index (позже Childress Index), появились методистская, баптистская, пресвитерианская церкви, а также церковь Христа. До 1904 года в городе было несколько салунов, которые были закрыты с введением местного сухого закона после перестрелки со смертельным исходом.

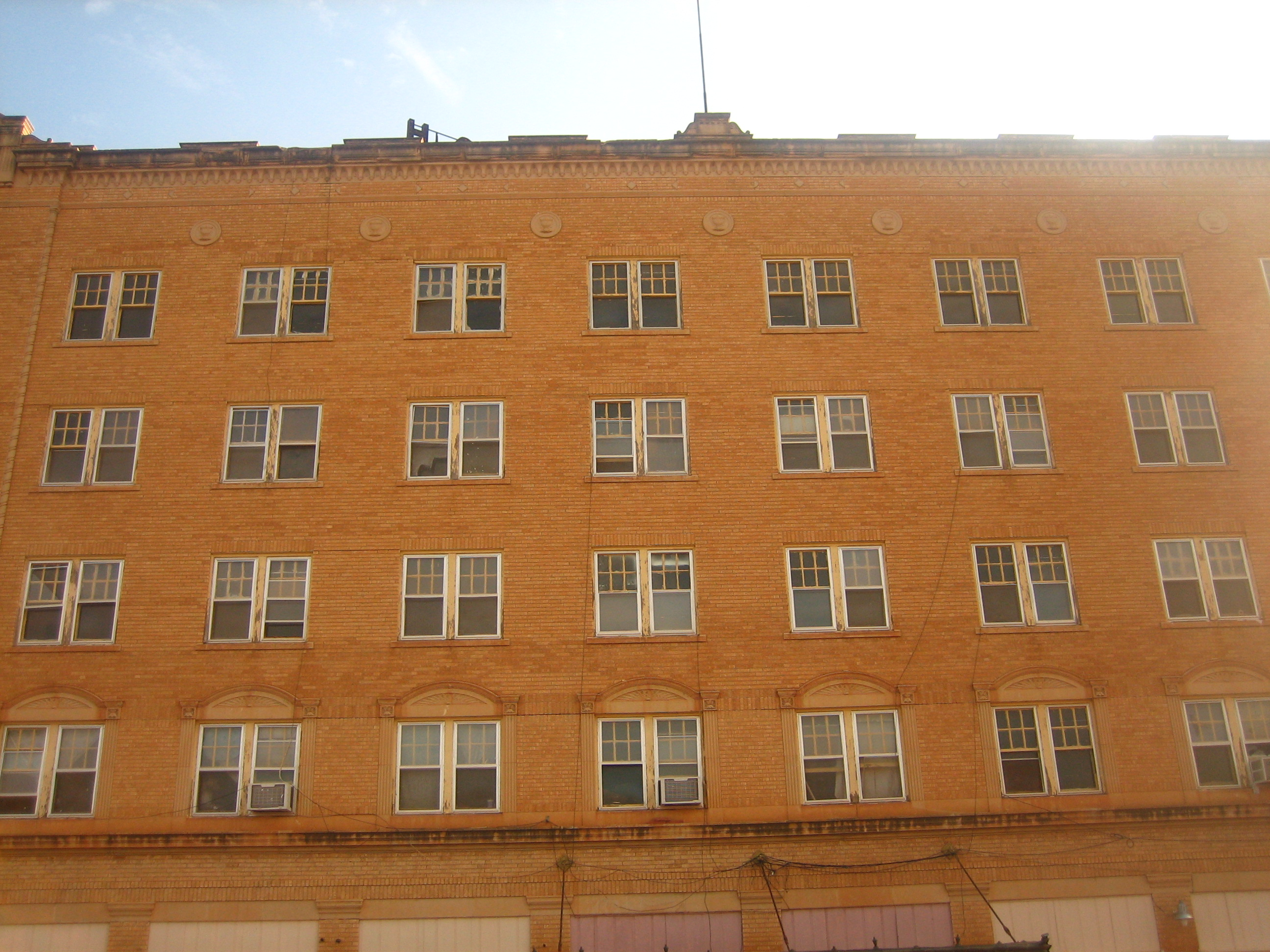
Большой отель Чилдресса работает только с определённым классом клиентов

В 1901 году, когда железная дорога Форт-Уэрт — Денвер начала планировать разветвление в Чилдрессе, жители города проголосовали за выпуск облигаций и выделили участки земли для строительства терминалов и магазинов. Новые рабочие места вкупе с появлением в регионе новых фермеров и поселенцев, получивших землю по гомстед-акту, способствовали значительному росту города. В 1905-1906 годах начальником железнодорожных магазинов был в будущем известный автомобильный магнат Уолтер Крайслер. После работы в Чилдрессе он переехал в Айову, где работал старшим механиком до создания корпорации Chrysler.
Продление железной дороги в округ Грей до Пампы помогло Чилдрессу пережить Великую депрессию с меньшими потерями. В 1941 году жителям города пришлось обращаться в Межштатную Торговую Комиссию (англ. Interstate Commerce Commission), чтобы железная дорога не закрывала магазины.

## География
Чилдресс находится в южной части округа, его координаты: 34°26′08″ с. ш. 100°16′57″ з. д..
Согласно данным бюро переписи США, площадь города составляет около 21,5 квадратных километров, из которых 21,4 занято сушей, в 0,1 — водная поверхность.

### Климат
Согласно классификации климатов Кёппена, в Чилдрессе преобладает семиаридный климат умеренных широт.
| Показатель                    | Янв.  | Фев.  | Март  | Апр. | Май  | Июнь | Июль | Авг. | Сен. | Окт. | Нояб. | Дек.  | Год   |
| ----------------------------- | ----- | ----- | ----- | ---- | ---- | ---- | ---- | ---- | ---- | ---- | ----- | ----- | ----- |
| Абсолютный максимум, °C       | 30,6  | 33,9  | 37,8  | 38,9 | 41,7 | 47,2 | 43,3 | 43,9 | 42,2 | 39,4 | 33,9  | 31,1  | 47,2  |
| Средний суточный максимум, °C | 11,4  | 13,9  | 18,7  | 24,4 | 28,4 | 32,9 | 35   | 34,6 | 30,1 | 24,5 | 17,5  | 12,4  | 23,6  |
| Средняя температура, °C       | 4,2   | 6,6   | 11,1  | 16,7 | 21,4 | 26,1 | 28,2 | 27,7 | 23,2 | 17,2 | 10,3  | 5,5   | 16,5  |
| Средний суточный минимум, °C  | −2,9  | −0,7  | 3,4   | 9,1  | 14,4 | 19,2 | 21,4 | 20,7 | 16,3 | 9,9  | 3,2   | −1,4  | 9,4   |
| Абсолютный минимум, °C        | −19,4 | −20,6 | −16,7 | −5   | 1,1  | 8,9  | 12,8 | 11,1 | 1,1  | −6,1 | −12,8 | −20,6 | −20,6 |
| Норма осадков, мм             | 16    | 21    | 32    | 47   | 83   | 85   | 53   | 56   | 59   | 53   | 24    | 20    | 550   |
| Источник: weatherbase.com     |       |       |       |      |      |      |      |      |      |      |       |       |       |

## Население
Согласно переписи населения 2010 года в городе проживало 6105 человек, было 1952 домохозяйства и 1241 семья. Расовый состав города: 80 % — белые, 11,4 % — афроамериканцы, 0,5 % — коренные жители США, 0,8 % — азиаты, 0,0 % (2 человека) — жители Гавайев или Океании, 5,9 % — другие расы, 1,4 % — две и более расы. Число испаноязычных жителей любых рас составило 29,8 %.
Из 4128 домохозяйств, в 33,5 % входят дети младше 18 лет. 47,2 % домохозяйств представляли собой совместно проживающие супружеские пары (19,2 % с детьми младше 18 лет), в 12,4 % домохозяйств женщины проживали без мужей, в 3,9 % домохозяйств мужчины проживали без жён, 36,4 % домохозяйств не являлись семьями. В 32,8 % домохозяйств проживал только один человек, 16,9 % составляли одинокие пожилые люди (старше 65 лет). Средний размер домохозяйства составлял 2,4 человека. Средний размер семьи — 3,04 человека.
Население города по возрастному диапазону распределилось следующим образом: 23,9 % — жители младше 20 лет, 36,4% находятся в возрасте от 20 до 39, 25,3 % — от 40 до 64, 14,2 % — 65 лет и старше. Средний возраст составляет 32,3 года.
Согласно данным пятилетнего опроса 2018 года, средний доход домохозяйства в Чилдрессе составляет 39 257 долларов США в год, средний доход семьи — 42 264 доллара. Доход на душу населения в городе составляет 18 705 долларов. Около 14,3 % семей и 16,1 % населения находятся за чертой бедности. В том числе 7,3 % в возрасте до 18 лет и 23,2 % в возрасте 65 и старше.

## Местное управление
Управление городом осуществляется избираемыми мэром и городским советом, состоящим из пяти человек. Городской совет выбирает заместителя мэра из состава членов совета.

## Инфраструктура и транспорт
Через город проходят автомагистрали США US 62, US 83 и US 287.
В городе находится аэропорт Уинстон-Филд. Аэропорт располагает двумя взлётно-посадочными полосами длиной 1813 и 1349 метров. Ближайшими аэропортами, выполняющими коммерческие пассажирские рейсы, являются Международный аэропорт Рика Хасбанда в Амарилло примерно в 180 километрах к северо-западу от Чилдресса, а также муниципальный аэропорт Уичито-Фоллс примерно в 175 километрах на юго-восток от Чилдресса.

## Образование
Город обслуживается независимым школьным округом Чилдресс.
В городе работает филиал колледжа Кларендона, который предлагает двухлетние программы обучения.

## Экономика
Чилдресс остаётся сельскохозяйственным центром, в городе находится несколько коттон-джинов и элеваторов. Первый нефтяной колодец появился в регионе только в 1961 году.

## Отдых и развлечения
Парк Фэйр, на территории которого находятся озеро и фонтан, располагает площадками для пикника, прогулочными дорожками, детской площадкой и плавательным бассейном. В парке находится памятная табличка, посвящённая ответвлению дороги Гуднайта, дороге Лавинга (англ. Loving Trail), по которой в конце XIX века перегоняли скот на местный рынок. Недалеко от входа в парк располагается стадион, на котором играет школьная футбольная команда.
В бывшем почтовом отделении Чилдресса, построенном в 1935 году, располагается музей истории округа. В музее хранятся экспонаты, посвящённые хлопковой промышленности, скотоводству и железной дороге, индейские артефакты. В музее несколько помещений, в которых экспонаты распределены по временному принципу. В музее также выставлены экспонаты, посвящённые военной авиабазе Чилдресса, работавшей в период Второй мировой войны до создания ВВС США.
Как и во многих других городах Техаса, в Чилдрессе проходит ежегодное собрание старых поселенцев. Мероприятие проходит в июле, по вечерам в эти дни проходит родео. В июне в Чилдрессе проходит ежегодный «матч всех звёзд» «Кубок зелёного пояса» по футболу между игроками старших школ Техаса, Оклахомы и Нью-Мексико.
Пригороды Чилдресса популярны у охотников на перепелов, оленей, голубей и кабанов. Озеро Бэйлор в 14 километрах к северо-западу от города является популярным местом рыбалки.

## Город в популярной культуре
- В фильме «Техасская резня бензопилой» Чилдресс упоминается как место с ближайшим платным телефоном.
- Лурин, жена Джека Твиста в рассказе и фильме «Горбатая гора», родом из Чилдресса.
- В фильме «Любой ценой» большинство сцен происходит (но не снято) в Чилдрессе.

## Галерея

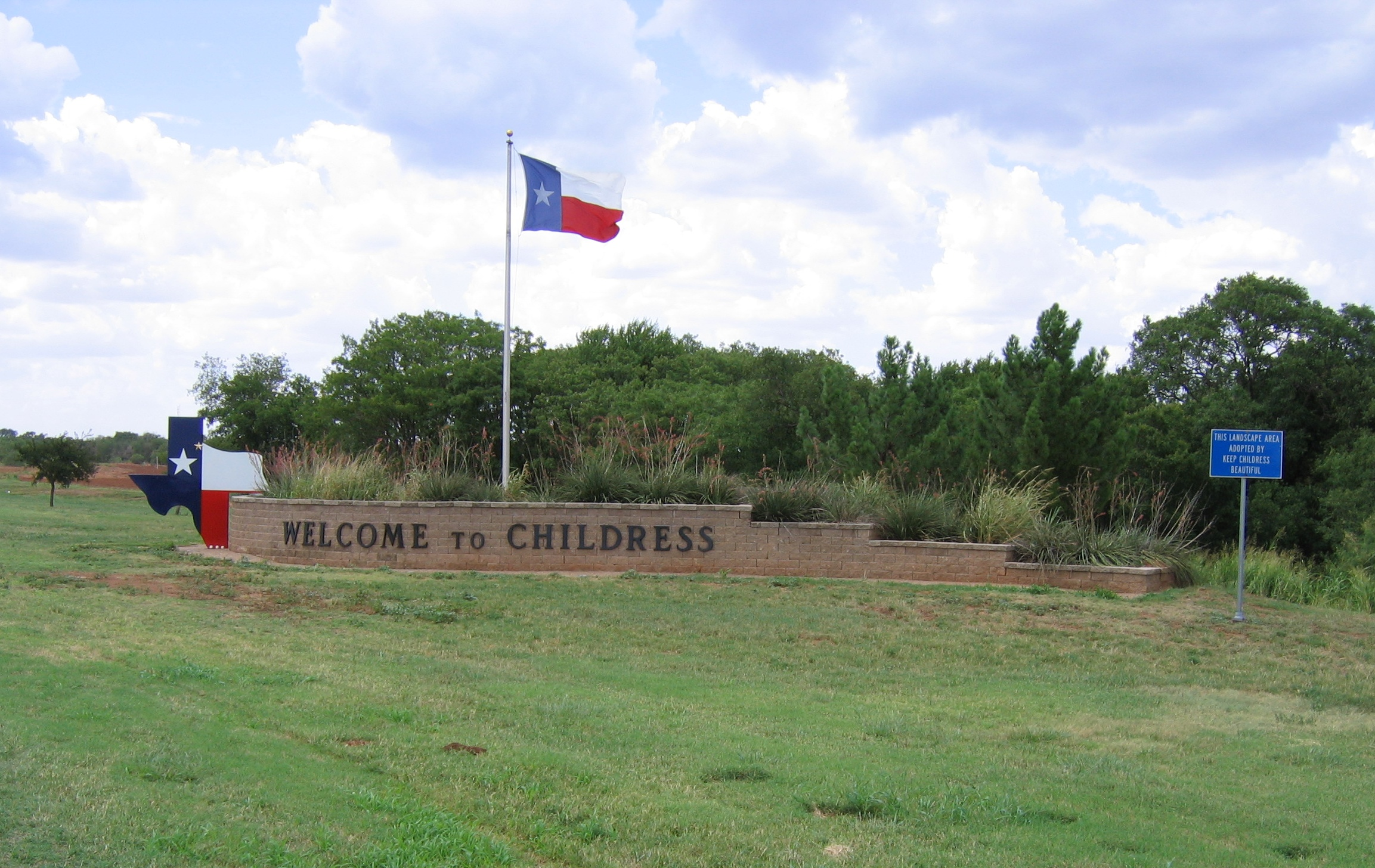
Приветственный знак города
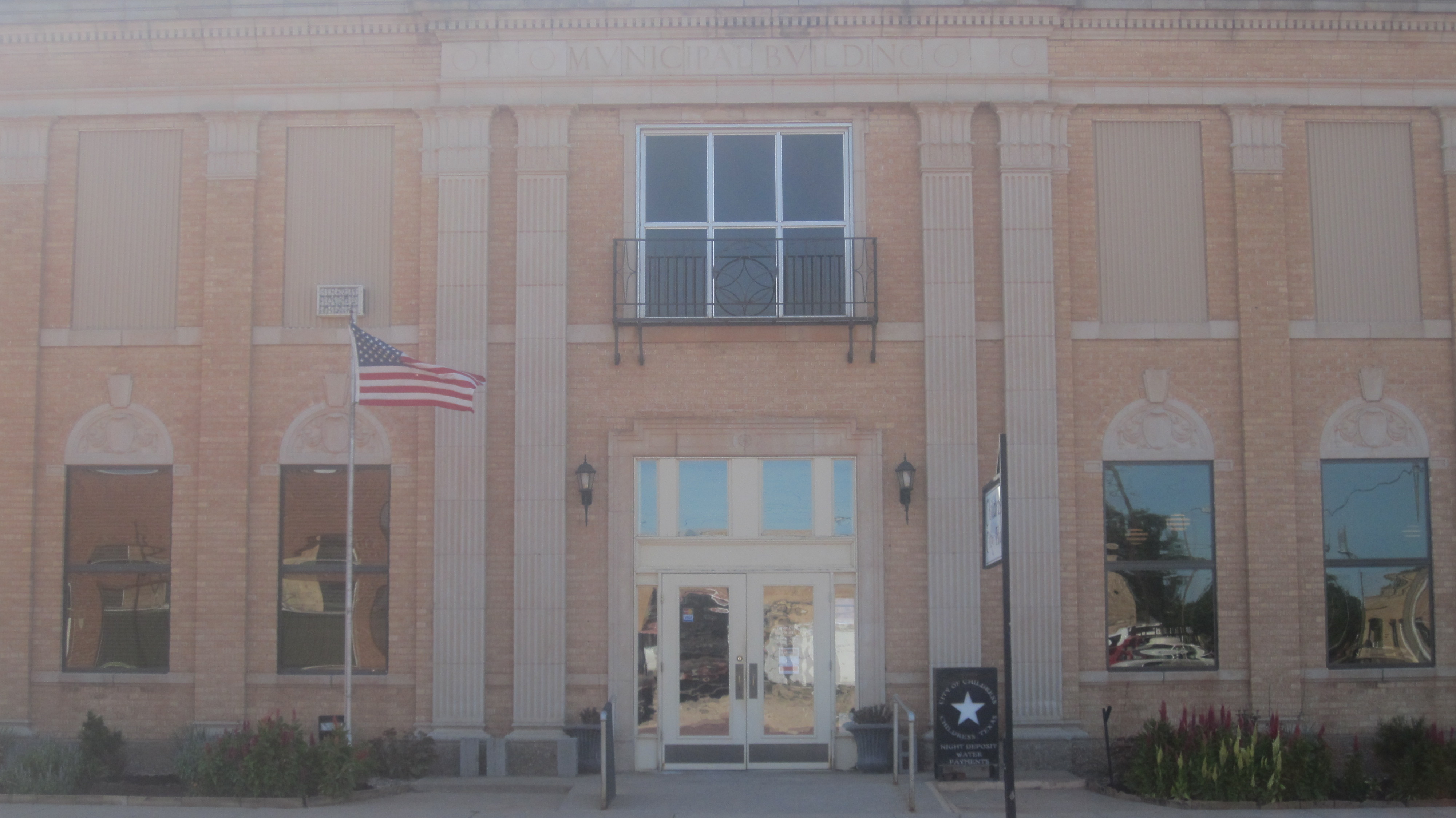
Муниципальное здание Чилдресса
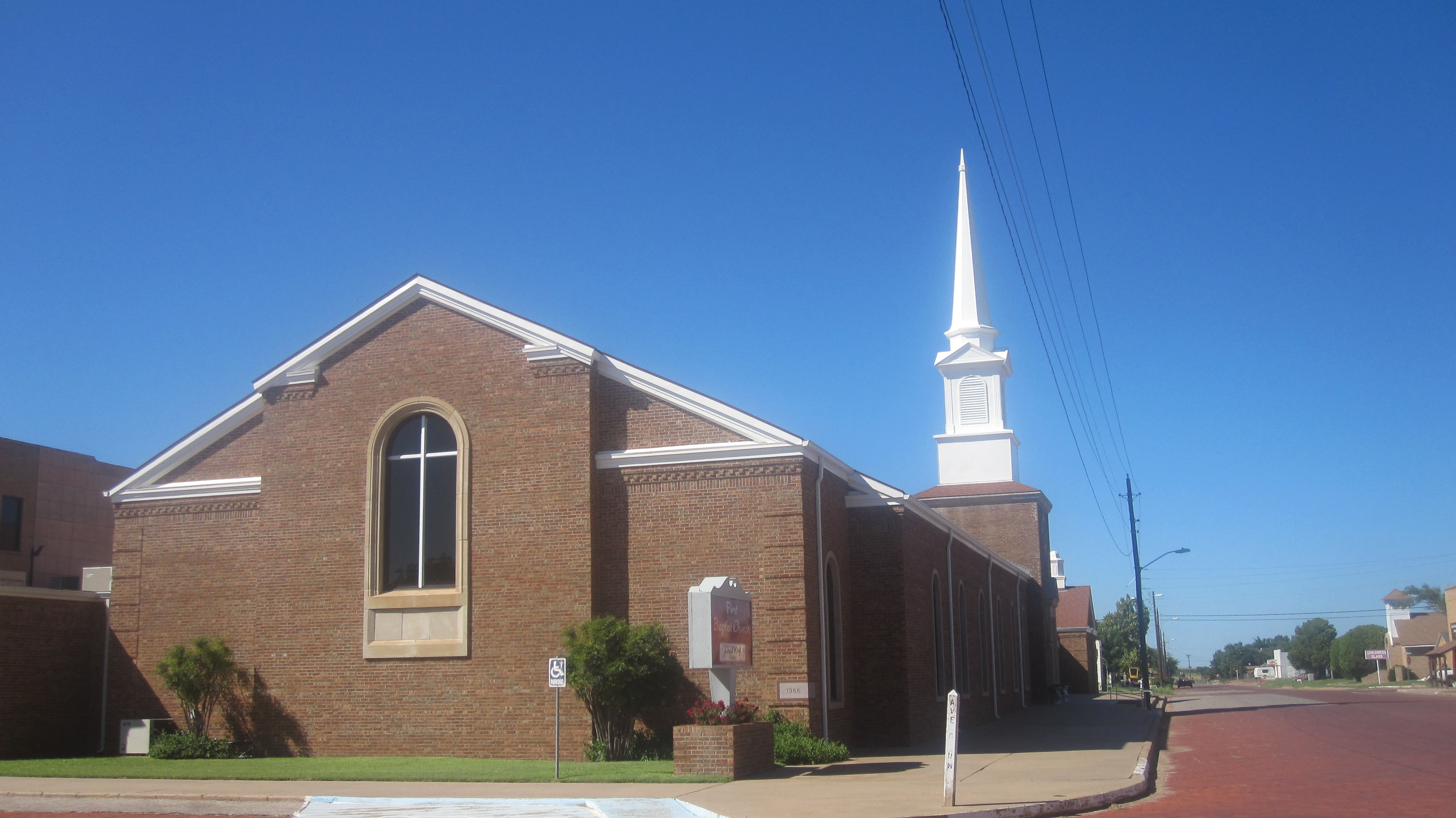
Башня первой баптистской церкви видна изо всех концов города.
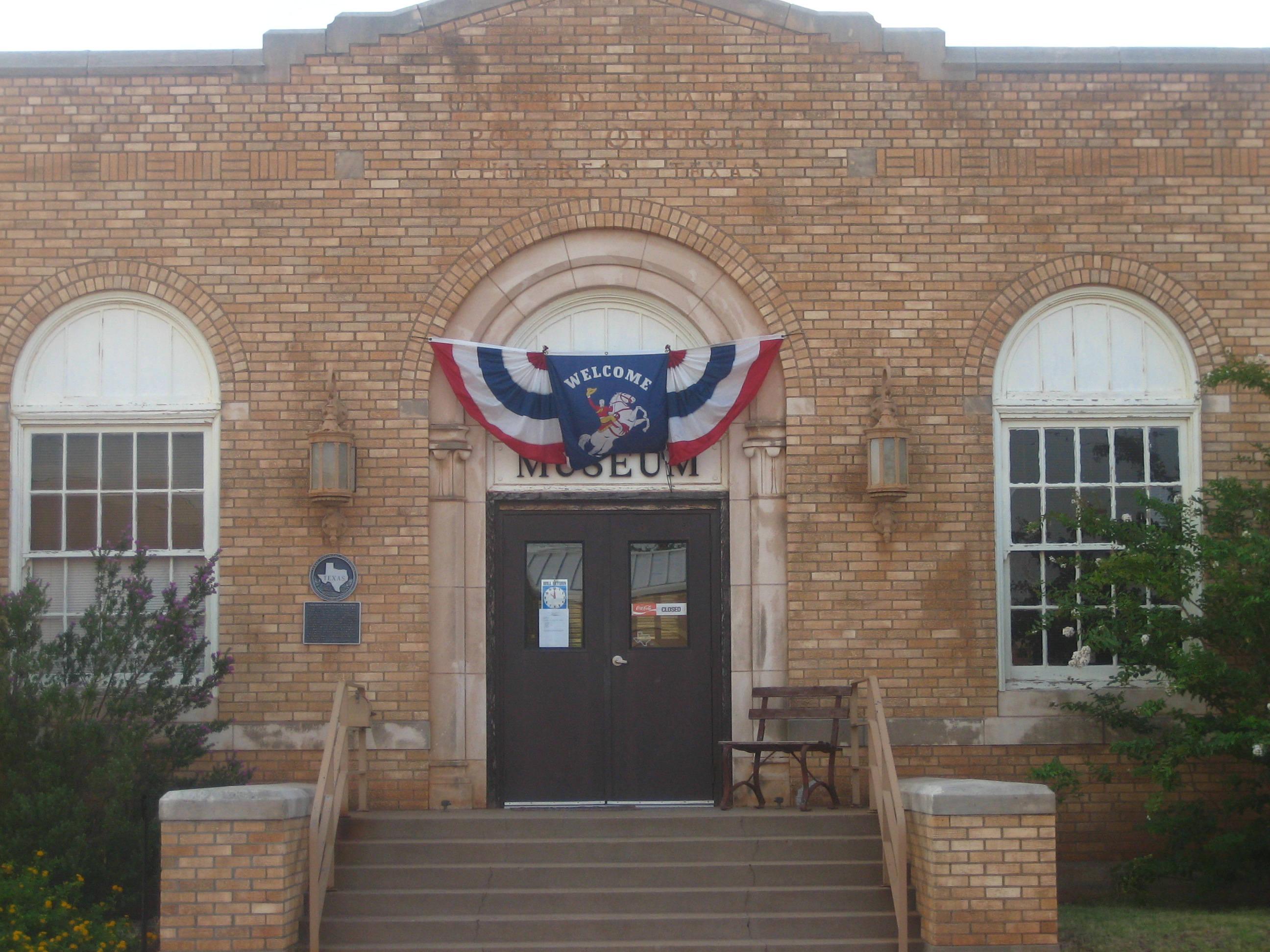
Музей истории округа Чилдресс.
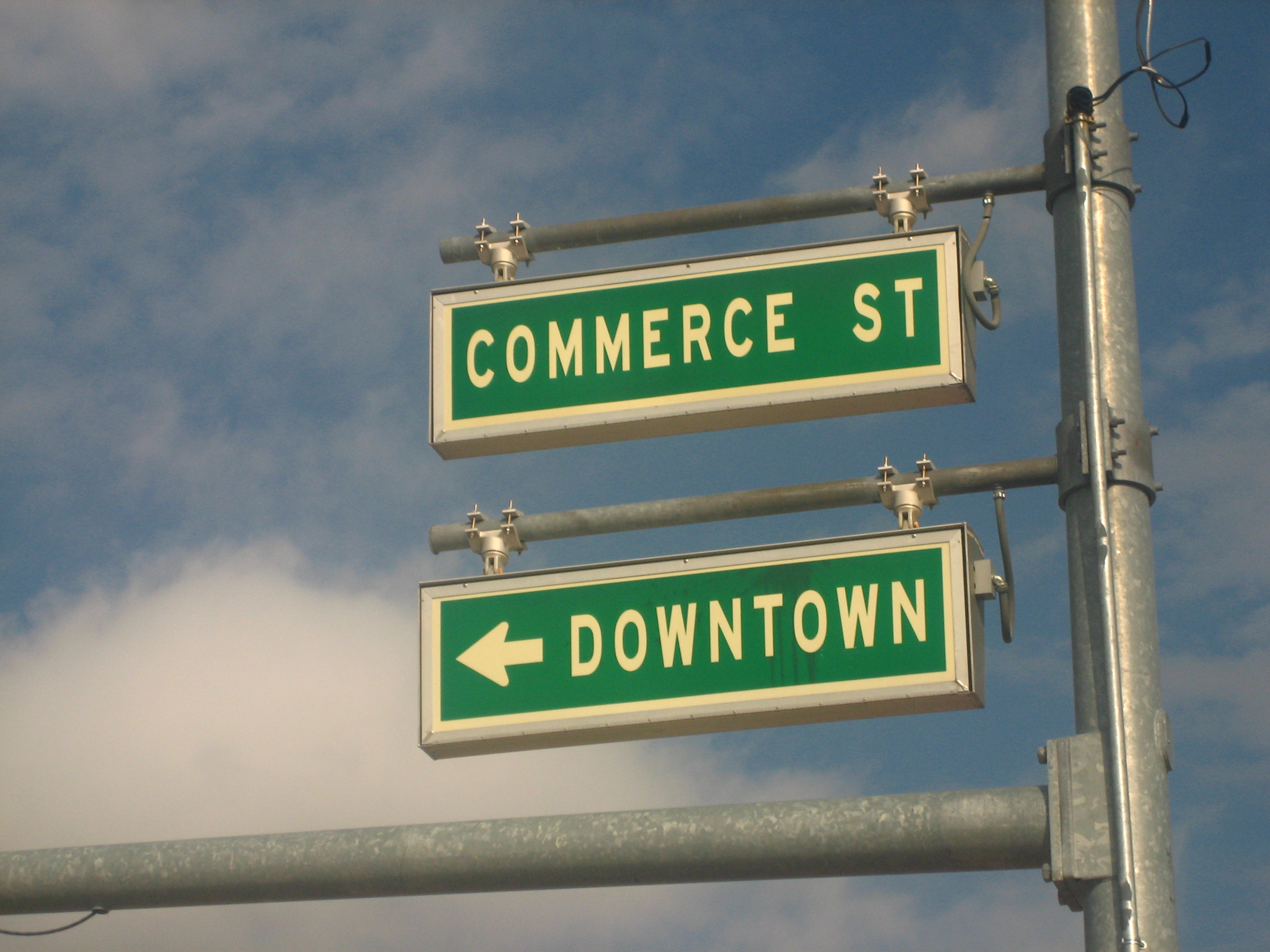
Дорожный знак на автомагистрали 287 США.
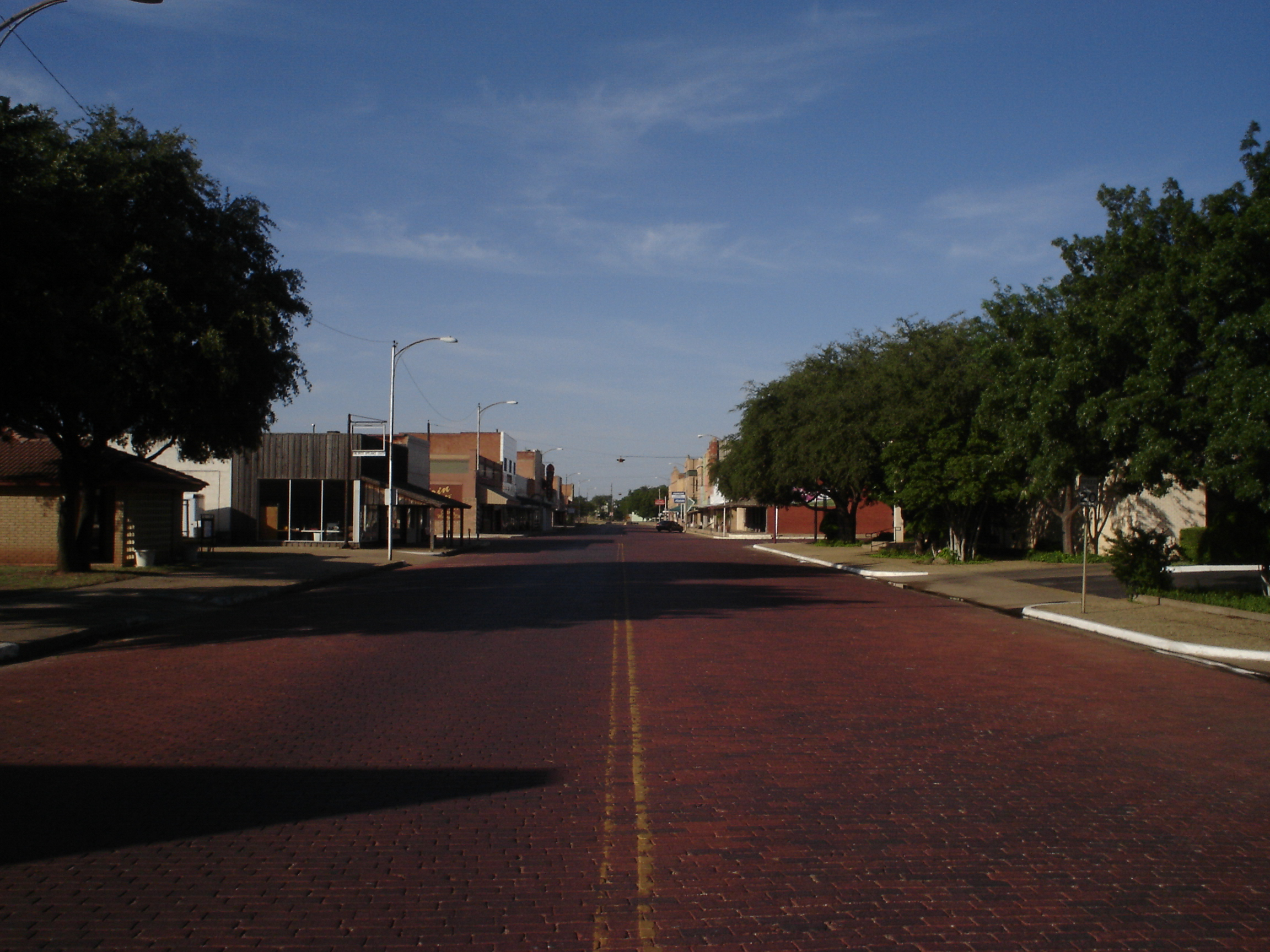
Главная улица в центре города
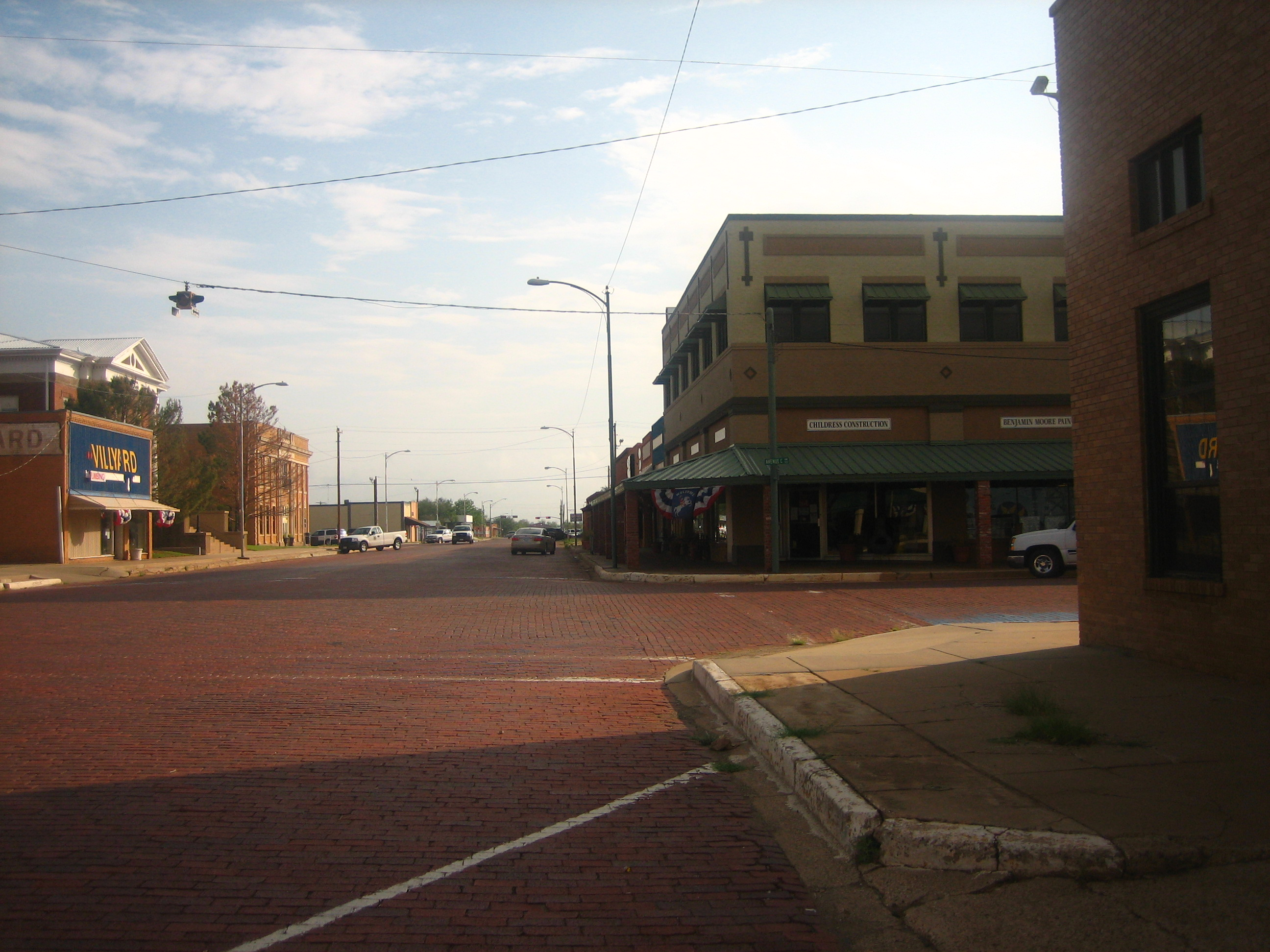
Улицы, вымощенные кирпичом в центре Чилдресса.
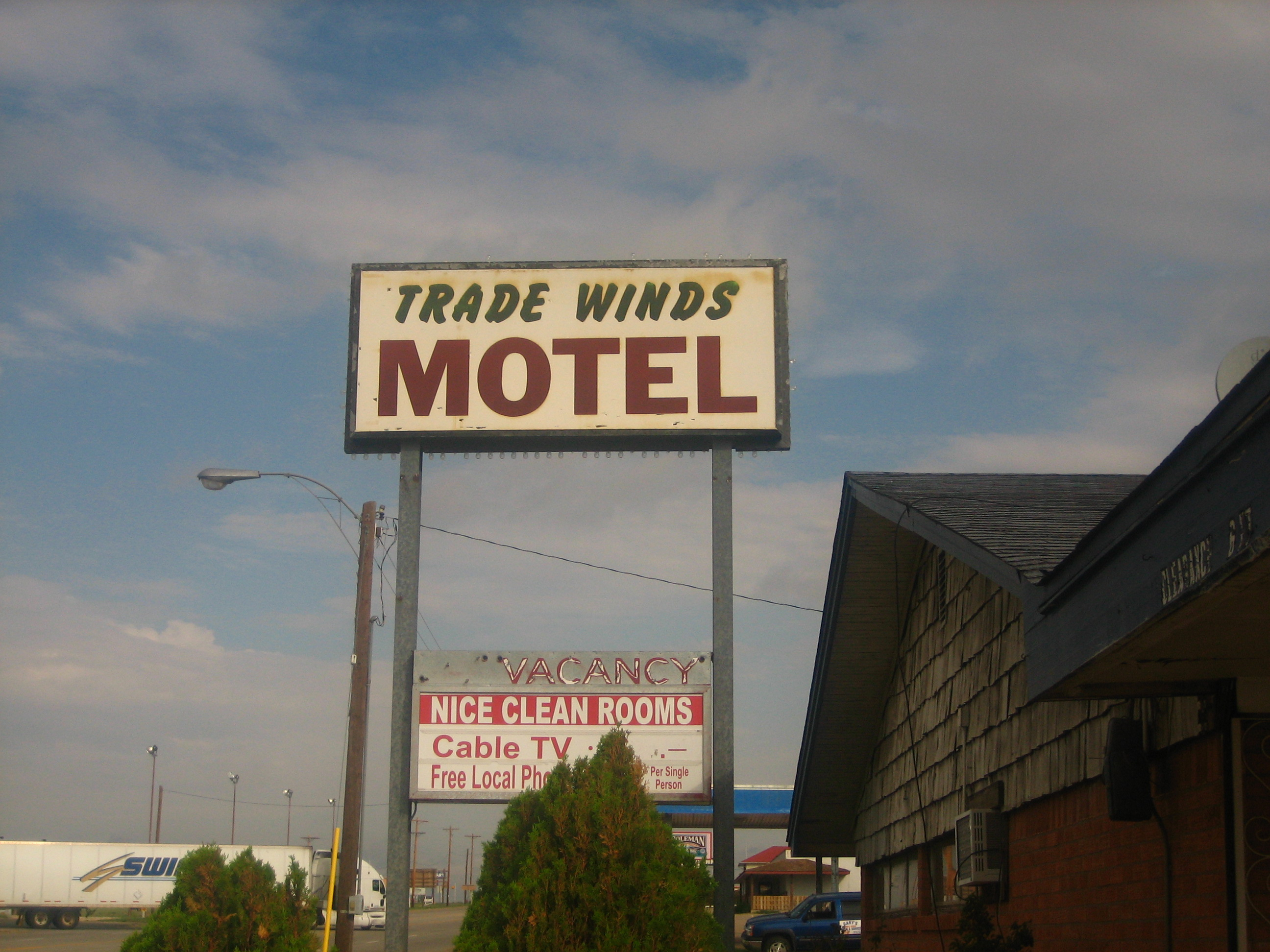
Мотель «Trade Winds», открытый в 1950-е годы.
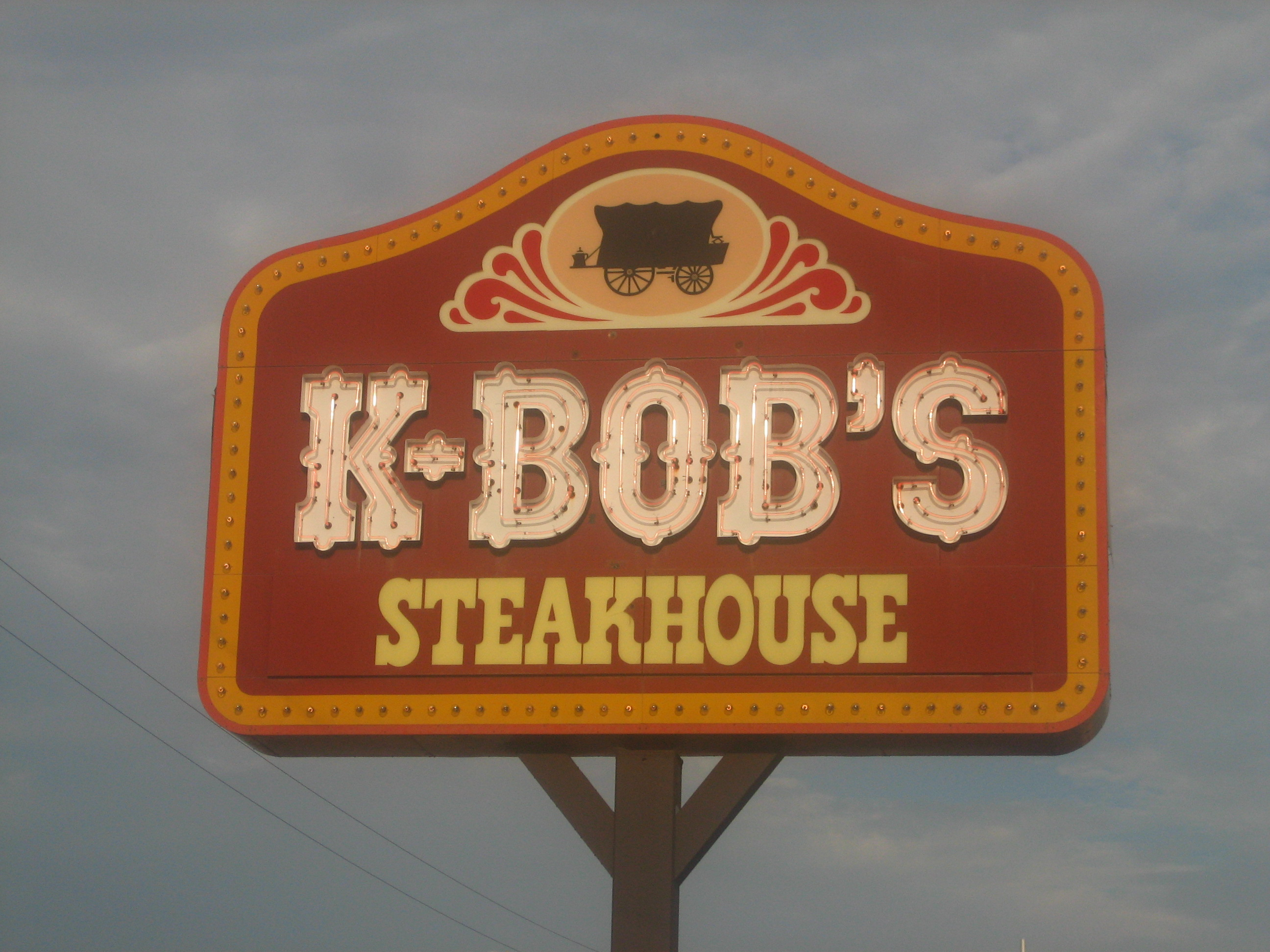
Местный ресторан, K-Bob's Steakhouse, выполненный в стиле Дикого Запада.
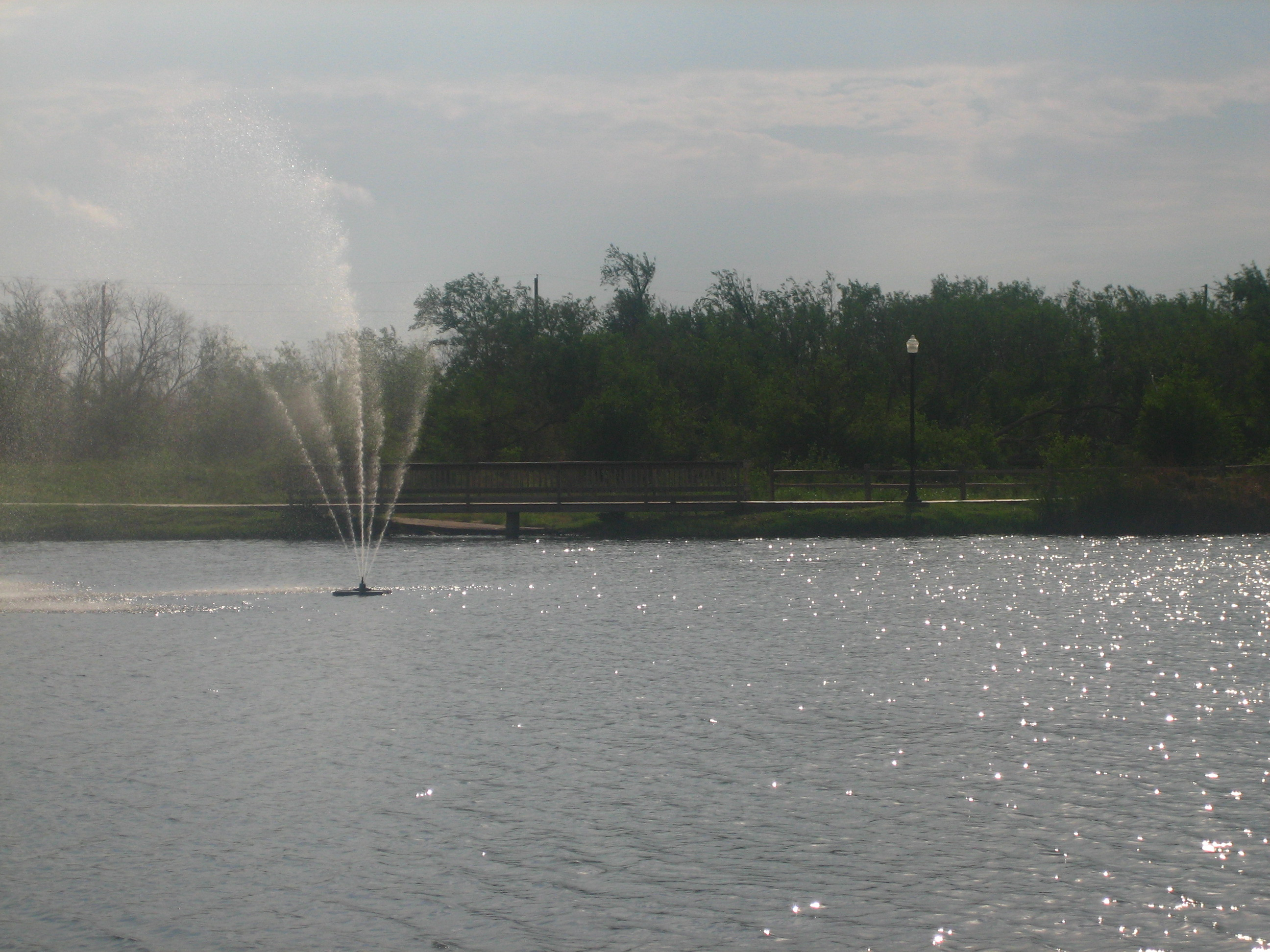
Фонтан в парке Фэйр.
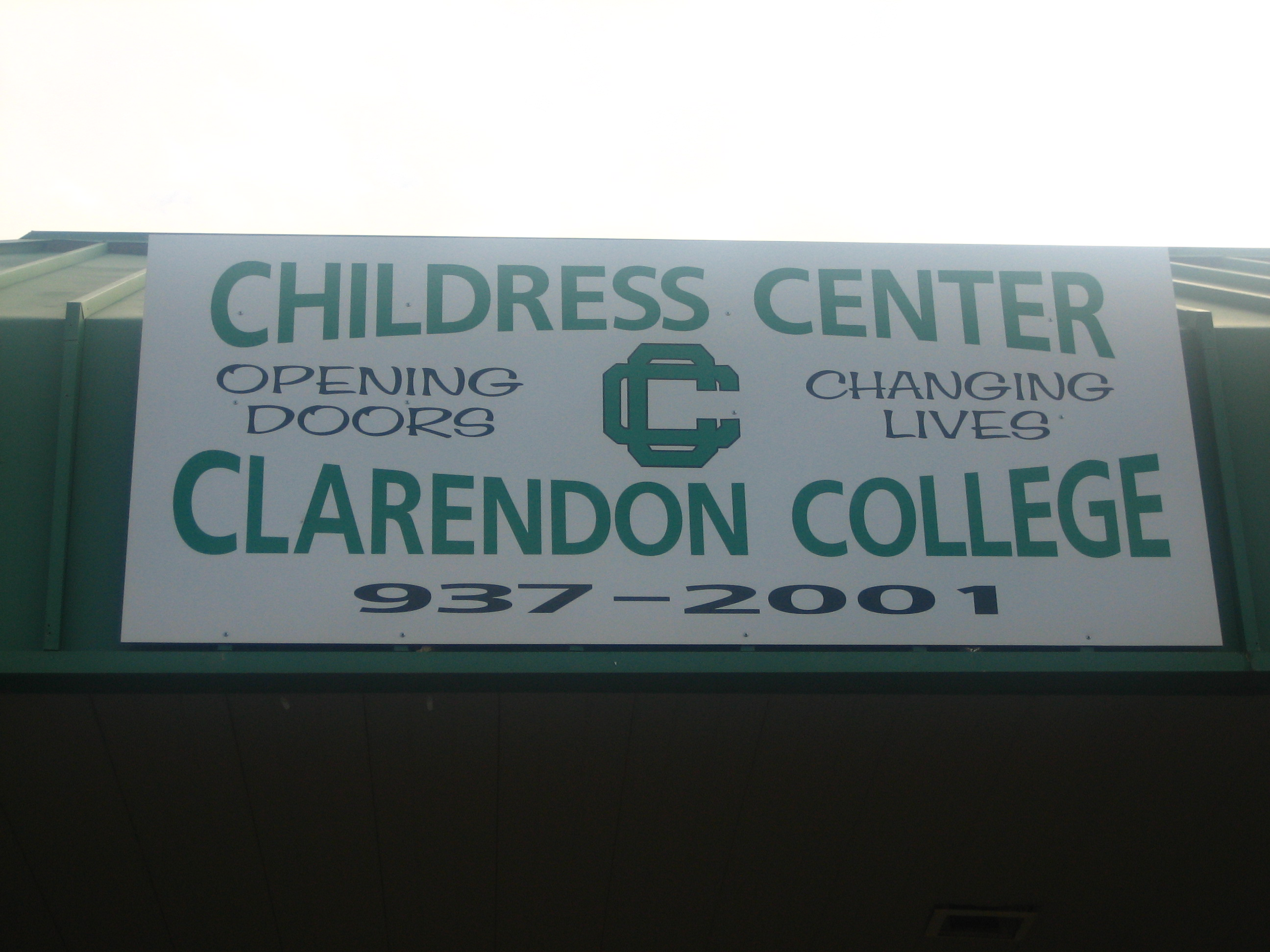
Табличка филиала колледжа Кларендона в Чилдрессе.
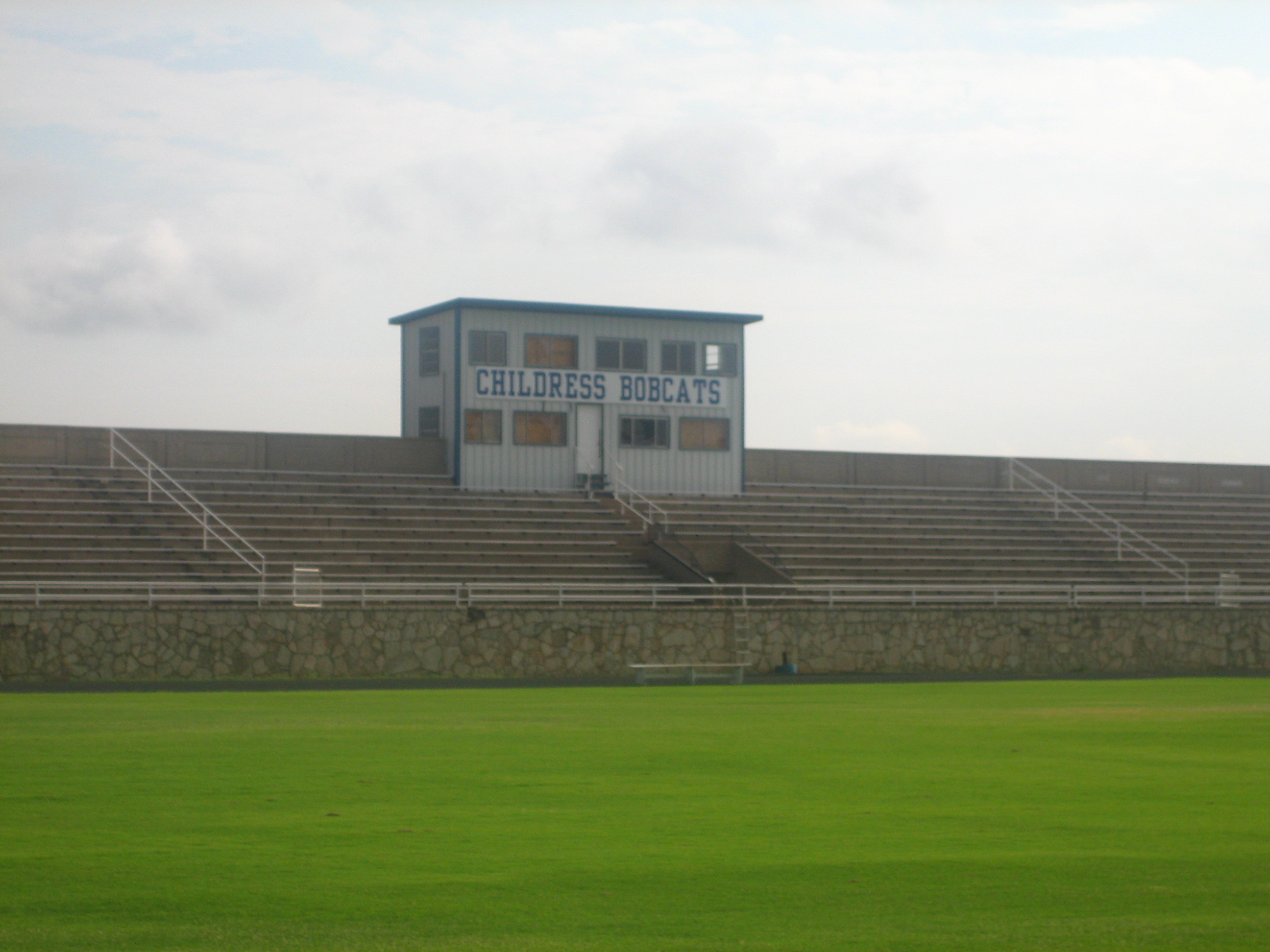
Футбольный стадион в парке Фэйр.
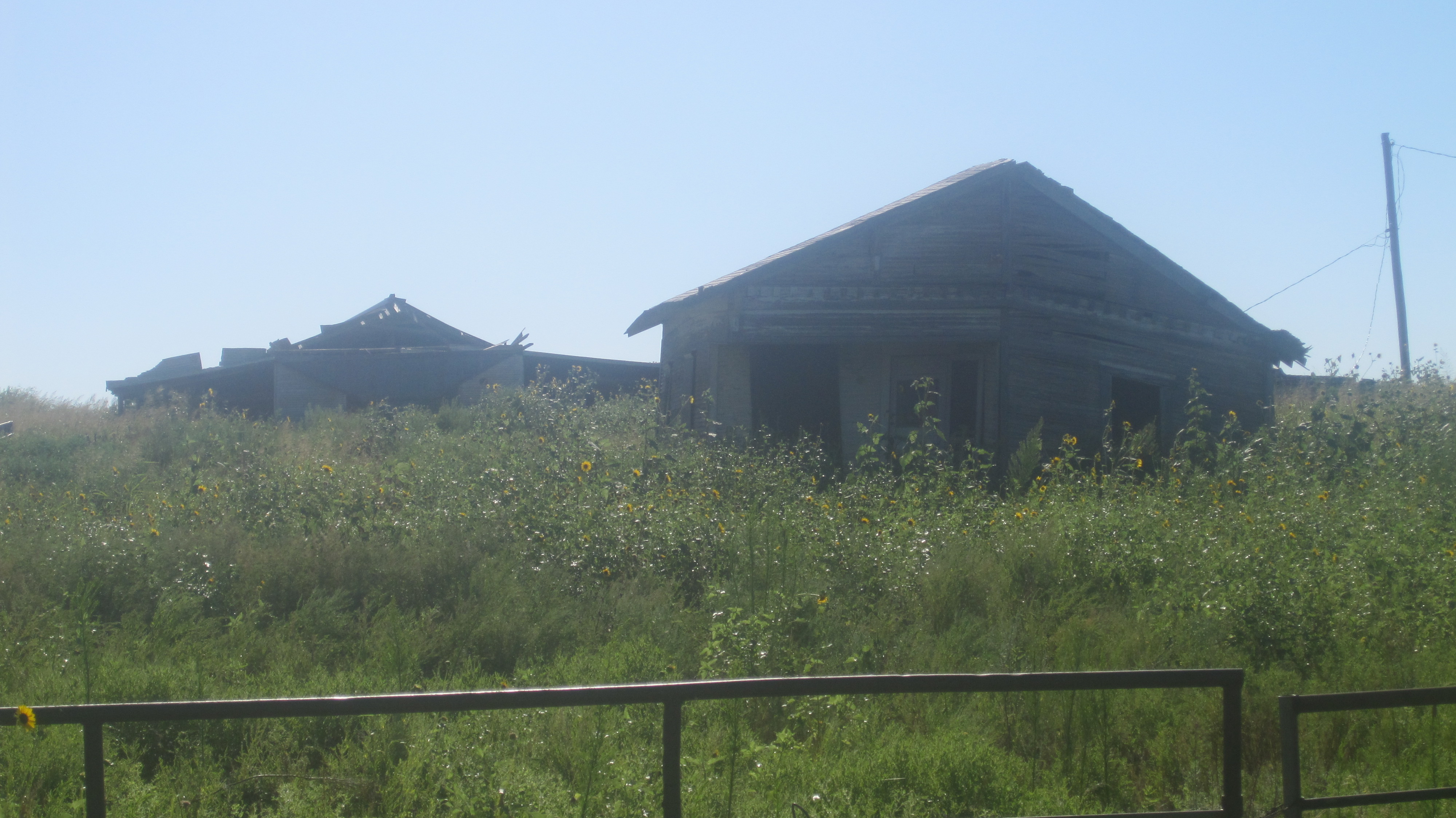
Заброшенные дома к югу от Чилдресса на автомагистрали US 83.